# Legamento longitudinale posteriore
Il legamento longitudinale posteriore è situato all'interno del canale vertebrale, e si estende lungo la faccia posteriore dei corpi vertebrali, dal corpo della seconda vertebra cervicale (epistrofeo), dove è continua con la membrana tectoria, fino all'osso sacro.
Il legamento appare più ampio superiormente che in basso, e risulta più spesso nella regione toracica rispetto a quella cervicale o lombare. Lo spessore, generalmente, varia da 1 a 1,4 mm.
Questa formazione è inoltre più aderente ai corpi vertebrali e appare più ampia in corrispondenza dello spazio del disco intervertebrale. È inoltre più pronunciato rispetto al legamento longitudinale anteriore. Il legamento offre pertanto sostegno posteriore ai corpi vertebrali
 
Questo aspetto è particolarmente significativo per comprendere certe condizioni patologiche della colonna vertebrale, come ad esempio la tipica posizione di un'ernia del disco vertebrale. In presenza di fibrocartilagine intervertebrale e margini contigui delle vertebre, dove il legamento è più intimamente aderente, risulta ampio, mentre nelle regioni toracica e lombare presenta una serie di indentazioni e di margini concavi. Tuttavia il legamento è decisamente più stretto e spesso nella zona centrale del corpo vertebrale, da cui è separato ad opera delle vene basivertebrali.
Questo legamento è composto da due densi strati di fibre collagene longitudinali lisce, lucenti, più dense e compatte di quelle del legamento anteriore. Le fibre dello strato più superficiale si estendono per diverse vertebre (in genere occupando l'intervallo compreso tra 3 o 4 vertebre), mentre quelle profonde sono costituite da strati che si estendono unicamente tra vertebre adiacenti.

## Funzione
La funzione di questo legamento è la prevenzione di una iperflessione della colonna vertebrale e di rinforzo del disco posteriormente. Questa struttura riveste un ruolo importante nella prevenzione della protrusione dei dischi intervertebrali.
La resistenza del legamento longitudinale posteriore in alcuni soggetti può venire meno, pertanto il disco intervertebrale può essere spinto verso un'area di minore resistenza causando così il tipico dolore sciatico unilaterale.
A seguito della rottura del legamento l'intero contenuto del disco intervertebrale può essere spinto all'indietro. In questo caso le radici nervose più declivi del midollo spinale si trovano soggette ad una marcata compressione e si viene così a verificare una sciatalgia bilaterale.